# گارچ
گارچ (به لهستانی:  Garcz) یک روستا در لهستان است که در گمینا خمیلنو واقع شده‌است.
 گارچ  ۸۰۱ نفر جمعیت دارد.